# Listă de conducători de stat din 1112
1108 - 1109 - 1110 - 1111 - 1112 - 1113 - 1114 - 1115 - 1116
Aceasta este o listă a conducătorilor de stat din anul 1112:

## Europa
- Almoravizii: Ali ibn Iusuf (emir din dinastia Almoravizilor, 1106-1143)
- Anglia: Henric I Beauclerc (rege din dinastia Normandă, 1100-1135; ulterior, duce de Normandia, 1106-1135)
- Anjou: Foulques al IV-lea (conte, 1067-1129) și Foulques al V-lea cel Tânăr (conte, 1109-1129/1131; ulterior, rege al Ierusalimului, 1131-1143)
- Apulia și Calabria: Guillaume al II-lea (duce din dinastia normandă de Hauteville, 1111-1127)
- Aquitania: Guillaume al IX-lea (duce, 1086-1127; ulterior, conte de Toulouse, 1098-1100, 1114-1119)
- Aragon: Alfonso I Bătăiosul (rege, 1104-1134; totodată, rege al Navarrei, 1104-1134; ulterior, rege al Castiliei și Leonului, 1109-1126)
- Armenia, statul Siunik: Grigore al VI-lea (rege din dinastia Bagratizilor, 1105-1166)
- Austria: Leopold al III-lea cel Sfânt (margraf din dinastia Babenberg, 1095-1136)
- Bavaria: Welf al II-lea (duce din dinastia Welfilor, 1101-1120)
- Bizanț: Alexios I (împărat din dinastia Comnenilor, 1081-1118)
- Brabant: Godefroi I cel Bărbos (conte, 1095-1140; ulterior, duce în Lorena Inferioară, 1106-1128)
- Brandenburg: Henric al II-lea (margraf, 1106-1128)
- Bretagne: Alain al IV-lea Fergent (duce, 1084-1112) și Conan al III-lea cel Gras (duce, 1112-1148)
- Burgundia: Hugues al II-lea (duce din dinastia Capețiană, 1102-1143)
- Capua: Robert I (principe din dinastia normandă Drengot, 1106-1120)
- Castilia: Alfonso I Bătăiosul (rege, 1109-1126; totodată, rege al Leonului, 1109-1126; anterior, rege al Aragonului și Navarrei, 1104-1134)
- Cehia: Vladislav I (cneaz din dinastia Premysl, 1110-1117, 1120-1125)
- Champagne: Hugues (conte din casa de Blois-Champagne, cca. 1093-1125)
- Danemarca: Niels (rege din dinastia Estridsson, 1104-1134)
- Flandra: Balduin al VII-lea Hapken (conte din dinastia lui Balduin, 1111-1119)
- Franța: Ludovic al VI-lea cel Gros (rege din dinastia Capețiană, 1108-1137)
- Gaeta: Andrei (duce, 1111-1112) și Jonathan (duce, 1112-1121)
- Germania: Henric al V-lea (rege din dinastia de Franconia-Saliană, 1105-1125; ulterior, împărat occidental, 1111-1125)
- Gruzia: David al III-lea (sau al II-lea sau al IV-lea) Constructorul (rege din dinastia Bagratizilor, 1089-1125)
- Hainaut: Balduin al III-lea (conte din casa de Flandra, 1098-1120)
- Imperiul occidental: Henric al V-lea (împărat din dinastia de Franconia-Saliană, 1111-1125; anterior, rege al Germaniei, 1105-1125)
- Istria: Engelbert al II-lea (margraf din casa de Sponheim, 1107-1124; totodată, margraf de Carniola, 1107-1124; ulterior, duce de Carintia, 1123-1124)
- Kiev: Sveatopolk al II-lea Iziaslavici (mare cneaz din dinastia Rurikizilor, 1093-1113)
- Leon: Alfonso I Bătăiosul (rege, 1109-1126; totodată, rege al Castiliei, 1109-1126; anterior, rege al Aragonului și Navarrei, 1104-1134)
- Lorena Inferioară: Godefroi al V-lea cel Bărbos (duce din dinastia de Limburg, 1106-1128; anterior, conte de Brabant, 1095-1140)
- Lorena Superioară: Thierry al II-lea cel Viteaz (duce din casa Lorena-Alsacia, 1070-1115)
- Luxemburg: Wilhelm (conte, 1096-1130 sau 1131)
- Montferrat: Ranieri (margraf din casa lui Aleramo, cca. 1100-cca. 1135)
- Muntenegru, statul Zeta: Vladimir al II-lea (rege, 1102-1114)
- Navarra: Alfonso I Bătăiosul (rege, 1104-1134; totodată, rege al Aragonului, 1104-1134; ulterior, rege al Castiliei și Leonului, 1109-1126)
- Neapole: Ioan al VI-lea (duce, 1107-cca. 1123)
- Normandia: Henric I Beauclerc (duce, 1106-1135; totodată, rege al Angliei, 1100-1135)
- Norvegia: Olav al IV-lea Magnusson (rege, 1103-1115), Oystein I Magnusson (rege, 1103-1122) și Sigurd I Magnusson Cruciatul (rege, 1103-1130)
- Olanda: Floris al II-lea (conte, 1091-1122)
- Polonia: Boleslaw al III-lea Gură Strâmbă (cneaz, 1099-1138)
- Portugalia: Henrique (conte din dinastia de Burgundia, 1095-1114)
- Savoia: Amedeo al III-lea (conte, 1103-1148)
- Saxonia: Lothar (duce din dinastia Supplinburg, 1106-1127; ulterior, rege al Germaniei, 1125-1137; ulterior, împărat occidental, 1133-1137)
- Saxonia: Henric al II-lea (margraf din dinastia de Wettin, 1103-1123)
- Scoția: Alexandru I (rege, 1107-1124)
- Serbia: Vukan (mare jupan din dinastia lui Tihomilj, înainte de 1091-cca. 1113)
- Sicilia: Roger al II-lea (conte din dinastia de Hauteville, 1101-1154; rege, din 1130)
- Spoleto: Guarnier al II-lea (duce din familia Guarnieri, 1093-1119; totodată, margraf de Ancona)
- Statul papal: Pascal al II-lea (papă, 1099-1118)
- Suedia: Filip (rege, 1110-1118)
- Toscana: Matilda (margrafină din casa de Canossa, 1052-1115; ulterior, ducesă de Spoleto, 1057-1082, 1086-1093)
- Toulouse: Bertrand (conte, 1096/1105-1112; ulterior, conte de Tripoli, 1109-1112) și Alfons I Jourdain (conte, 1112-1148)
- Transilvania: Mercurius (principe, 1111-1113)
- Ungaria: Coloman (rege din dinastia Arpadiană, 1095-1116)
- Veneția: Ordelaffo Falier (doge, 1102-1118)
- Verona: Henric al IV-lea (margraf din casa de Eppenstein, 1090-1122; totodată, duce de Carintia, 1090-1122), Matilda (margrafină titulară, 1100-1115; totodată, margrafină de Toscana, 1052-1115; anterior, ducesă de Spoleto, 1057-1082, 1086-1093) și Herman al II-lea (margraf titular din casa de Baden, 1112-1130; totodată, margraf de Baden, 1112-1130)

## Africa
- Almoravizii: Ali ibn Iusuf (emir din dinastia Almoravizilor, 1106-1143)
- Fatimizii: al-Amir bi-Ahkam Allah (Abu Ali al-Mansur ibn al-Mustali) (calif din dinastia Fatimizilor, 1101-1130)
- Hammadizii: al-Aziz ibn al-Mansur (emir din dinastia Hammadizilor, 1105-1121/1122 sau 1124/1125)
- Kanem-Bornu: Dunama I (sultan, cca. 1098-cca. 1159)
- Zirizii: Abu Tahir Iahia ibn Tamim (emir din dinastia Zirizilor, 1108-1116)

## Asia

### Orientul Apropiat
- Antiohia: Tancred de Hauteville (regent, 1111-1112) și Roger de Salerno (principe din dinastia de Hauteville, 1112-1119)
- Armenia Mică: Toros (Theodor) I (principe din dinastia Rubenizilor, 1100-1129)
- Bizanț: Alexios I (împărat din dinastia Comnenilor, 1081-1118)
- Califatul abbasid: Abu'l-Abbas Ahmad al-Mustazhir ibn al-Muktadi (calif din dinastia Abbasizilor, 1094-1118)
- Fatimizii: al-Amir bi-Ahkam Allah (Abu Ali al-Mansur ibn al-Mustali) (calif din dinastia Fatimizilor, 1101-1130)
- Ghaznavizii: Ala ad-Daula Masud al III-lea ibn Ibrahim (sultan din dinastia Ghaznavizilor, 1099-1115)
- Ghurizii: Izz ad-Din Hussain ibn Hassan (sultan din dinastia Ghurizilor, 1100-1146)
- Ierusalim: Balduin I de Boulogne (rege din dinastia de Ardenne-Anjou, 1100-1118)
- Selgiucizii: Ghias ad-Din Abu Șudja Muhammad I ibn Malik-Șah (mare sultan din dinastia Selgiucizilor, 1105-1118)
- Selgiucizii din Kerman: Muhi'l-Din Arslan Șah I ibn Kirman Șah (sultan din dinastia Selgiucizilor, 1101-1142)
- Selgiucizii din Konya: Malik Șah I ibn Kilic Arslan (sultan din dinastia Selgiucizilor, 1107-1116)
- Selgiucizii din Siria: Riduan ibn Tutuș (sultan din dinastia Selgiucizilor, 1095-1113)

### Orientul Îndepărtat
- Birmania, statul Arakan: Yazagyi (rege din dinastia de Parin, 1110-1112) și Thagiwingyi (rege din dinastia de Parin, 1112-1115)
- Birmania, statul Pagan: Kyanzittha (rege din dinastia Constructorilor de Temple, 1084-1112) și Alaungsithu (rege din dinastia Constructorilor de Temple, 1112-1167)
- Cambodgea, Imperiul Kambujadesa (Angkor): Dharanindravarman I (împărat din dinastia Mahidharapura, 1107-1112) și Suryavarman al II-lea (împărat din dinastia Mahidharapura, 1112/1113-1150)
- Cambodgea, statul Tjampa: Jaya Indravarman al II-lea (rege din cea de a noua dinastie, 1080-1081, 1086-1114/1120)
- China: Huizong (împărat din dinastia Song de nord, 1101-1126)
- China, Imperiul Qidan Liao: Tianzuo Di (împărat, 1101-1125)
- China, Imperiul Xia de vest: Chongzong (împărat, 1086-1139)
- Coreea, statul Koryo: Yejong (Wang O) (rege din dinastia Wang, 1106-1122)
- Ghaznavizii: Ala ad-Daula Masud al III-lea ibn Ibrahim (sultan din dinastia Ghaznavizilor, 1099-1115)
- Ghurizii: Izz ad-Din Hussain ibn Hassan (sultan din dinastia Ghurizilor, 1100-1146)
- India, statul Chalukya apuseană: Vikramaditya al VI-lea (rege, 1076-1127)
- India, statul Chola: Rajendra al III-lea Kulottunga Chola I (rege, 1071-1122 sau 1127)
- India, statul Hoysala: Bittadeva Vișnuvaradhana (rege, 1110-1152)
- Japonia: Toba (împărat, 1107-1123)
- Kashmir: Uchchala (rege din a doua dinastie Lohara, 1102-1113)
- Nepal: Șivadeva al IV-lea (rege din dinastia Thakuri, 1098-1126) și Șihadeva (Simhadeva) (rege din dinastia Thakuri, cca. 1110-1125)
- Sri Lanka: Vijayabahu I (Kitti) (Șrisanghabodhi) (rege din dinastia Silakala, 1058/1059-1114)
- Vietnam, statul Dai Co Viet: Ly Nhan-tong (rege din dinastia Ly târzie, 1072-1127)

## America
- Toltecii: Huemac (conducător, 1047-1122)